# 교통신문
교통신문(交通新聞, 영문명: The Transpotation News Korea)은 대한민국 서울에서 발행되는 교통 전문 종합지로 현재 대표이사는 윤영락이다.
1966년 특수주간 '운수시보'로 최초 등록됐으며, 1968년 교통신보로 제호 변경을 단행했다. 이후 월간교통계, 월간교통을 거쳐  1987년 현재의 제호로 바뀌었다.
특히 지난 2000년 인터넷 시대에 발맞춰 교통엔닷컴(GyotongN.com)을 새롭게 재편하여 교통 정론지를 걷고 있다.
본사는 서울특별시 서초구 반포동에 있다. 타블로이드 배판으로 인쇄되며 인터넷으로도 배포된다. 2009년 현재 부당 1000원으로 판매되고 있으며 월 구독료는 8천원이다. 홈페이지에서는 실시간 온라인 뉴스 및 과거기사 검색이 가능하다.
현재 주간 2회를 발행하고 있고, 2017년 3월 9일 지령 제5002호를 돌파했다. 3월 인터넷 포털 네이버와 기사 제휴 관계를 맺고 뉴스 검색 서비스를 제공 중이다. 전국 8곳에 지사를 두고 있다.
버스, 택시, 화물, 택배, 중고차, 정비, 해체재활용 관련 조합 및 연합회 등 교통 단체 및 유관기관과 수십년 동안 쌓아온 관계가 남다르다. 관련 소식을 심층적으로 전하는 사실상 유일한 매체로 영향력이 크다.
교통신문은 지난 2024년 11월 폐간되었다. 현재 홈페이지 운영은 중지된 상태다.  